# Jaime Jefferson
Jaime Jefferson (Guantánamo, 17 de janeiro de 1962) é um antigo atleta cubano, especialista no salto em comprimento. Notabilizado pela conquista de duas medalhas em Campeonatos Mundiais em Pista Coberta, também venceu duas edições dos Jogos Pan-Americanos, bam como outras competições internacionais. Participou na final olímpica dos Jogos de Barcelona, em 1992, tendo-se classificado na quinta posição, atrás dos norte-americanos Carl Lewis, Mike Powell e Joe Greene e do seu compatriota Iván Pedroso.
Em maio de 1990, Jefferson alcançou um recorde pessoal de 8.53 metros, o que o coloca atualmente na 15ª posição da lista dos melhores saltadores em distância de todos os tempos.